# Conus pfluegeri
Conus pfluegeri is een slakkensoort uit de familie van de Conidae. De wetenschappelijke naam van de soort is voor het eerst geldig gepubliceerd in 2003 door Petuch.